# هانی الصقر
هانی الصقر (انگلیسی: Hani Al-Saqer؛ زادهٔ ۸ ژانویهٔ ۱۹۷۳) بازیکن فوتبال اهل کویت بود.
از باشگاه‌هایی که در آن بازی کرده‌است می‌توان به باشگاه ورزشی القادسیه کویت اشاره کرد.
وی همچنین در تیم ملی فوتبال کویت بازی کرده‌است.